# Organismos no patógenos
Los organismos no patógenos son aquellos que no causan enfermedad, daño o muerte a otro organismo; generalmente el término se usa para describir bacterias. Describe una propiedad de una bacteria: su capacidad de causar enfermedades. La mayoría de las bacterias no son patógenas. Puede describir la presencia de bacterias no causantes de enfermedades que normalmente residen en la superficie de vertebrados e invertebrados como comensales. Algunos microorganismos no patógenos son comensales dentro del cuerpo de los animales y se denominan microbiota. Algunos de estos mismos microorganismos no patógenos tienen el potencial de causar enfermedades o ser patógenos si ingresan al cuerpo, se multiplican y causan síntomas de infección. Las personas inmunocomprometidas son especialmente vulnerables a las bacterias que generalmente no son patógenas, pero debido a un sistema inmune comprometido, la enfermedad ocurre cuando estas bacterias obtienen acceso al interior del cuerpo. Se han identificado genes que predisponen a enfermedades e infecciones con bacterias no patógenas por un pequeño número de personas. Las cepas de E. coli no patógenas que normalmente se encuentran en el tracto gastrointestinal tienen la capacidad de estimular la respuesta inmune en humanos, aunque se necesitan más estudios para determinar las aplicaciones clínicas.
Una cepa particular de bacterias puede ser no patógena en una especie pero patógena en otra. Una especie de bacteria puede tener muchos tipos o cepas diferentes. Una cepa de una especie de bacteria puede ser no patógena y otra cepa de la misma bacteria puede ser patógena.